# Zamora (Aragua)
Zamora is een gemeente in de Venezolaanse staat Aragua. De gemeente telt 161.000 inwoners. De hoofdplaats is Villa de Cura.